# Перекопський перешийок

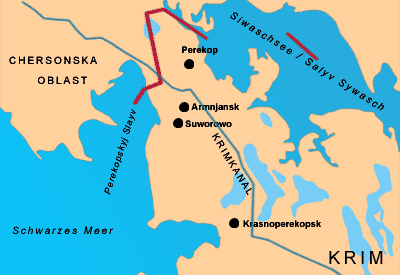
Карта перешийка

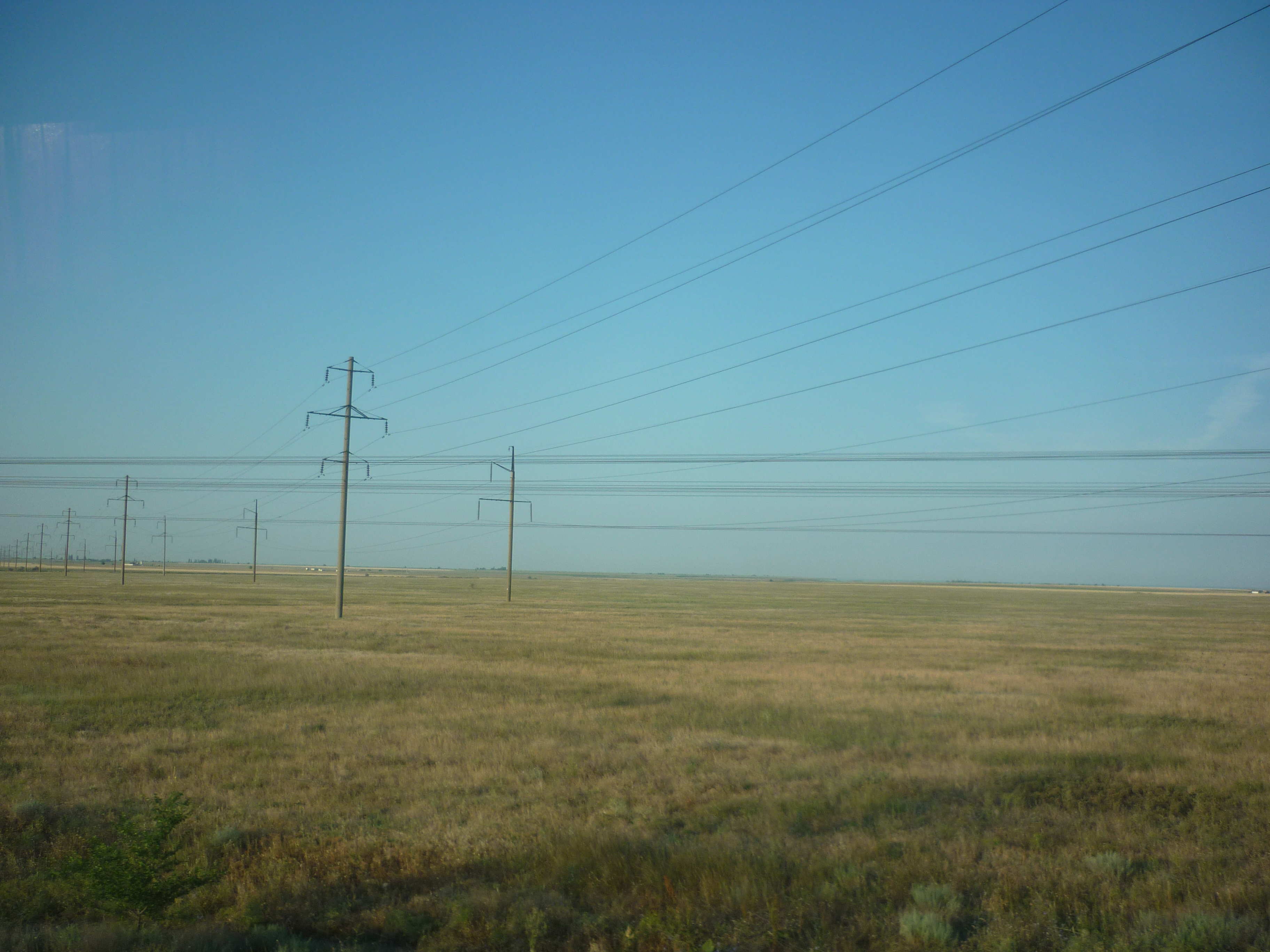
Вигляд на захід перешийка

Перекопський перешийок (крим. Or boynu) — вузька смуга суходолу на півдні України, сполучає Кримський півострів з материком, розділяє Азовське море (власне затоку Сиваш) і Чорне море (Каркінітську затоку). Є найпівнічнішою частиною Криму.
Довжина перешийка — 30 км. Ширина — 7 км у найвужчому місці, 9,2 км у південній частині. Перекопський перешийок — частина Північно-Кримської рівнини. Рельєф — плаский, висота до 24 метрів над рівнем моря. Складається з лесовидних суглинків і глин. Є багато озер (див. Перекопські озера). Переважає степова й напівпустельна рослинність. У низовинних ділянках — солончаки.
У давнину Перекопський перешийок мав інші назви: Страбон називав його Істм (у перекладі просто «перешийок»), генуезці — Зухало, кримськотатарською мовою ця місцевість називається Ор. На його території розташована могутня фортифікаційна споруда минулого — Перекопський рів.

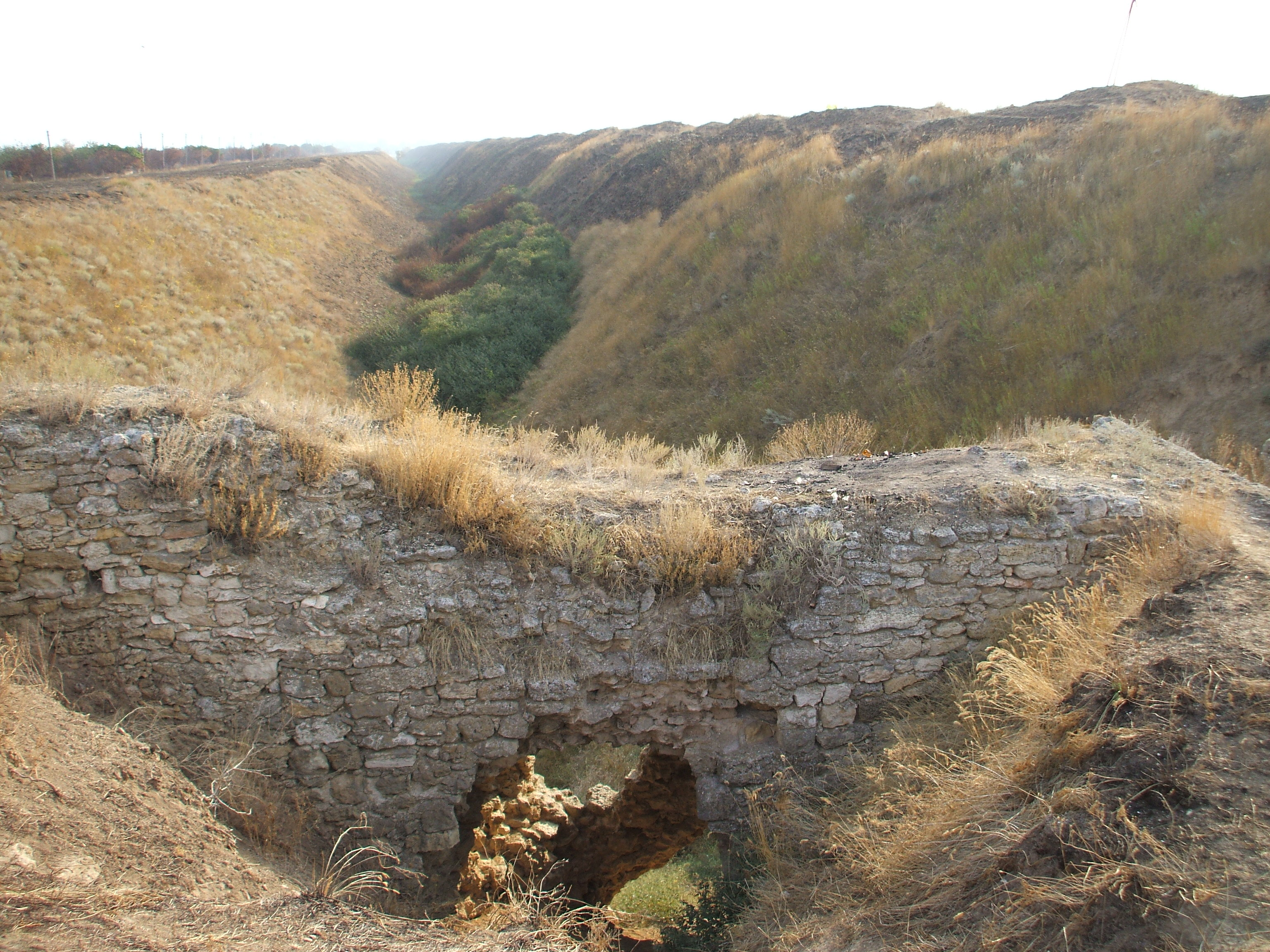
Сучасний вигляд Перекопського рову)

На Перекопському перешийку розташовані місто Армянськ та село Перекоп на місці колишньої Перекопської фортеці поблизу однойменного історичного міста, яке було зруйноване під час Громадянської війни в Росії. Через Перекопський перешийок проходить траса Північно-Кримського каналу, газопровід високого тиску, автомобільна дорога М17 Херсон — Керч і Т 22 02 Таврійськ — Армянськ та залізниця Херсон — Джанкой.
Вранці 24 лютого 2022 року російські війська розпочали окупацію Херсонщини,скориставшись Перешийком.